# READY! STEADY!
「READY! STEADY!」（レディ! ステディ!）は、日本のスリーピースアコースティックバンド、ロクセンチの2枚目のアルバムである。2010年5月6日にFIVE D plusより発売された。

## 概要
3年ぶりのフル・アルバム。収録曲はシングル曲が無く、全てオリジナル楽曲である。本作よりベースの宮本倫和が加入している。

## 収録曲
1. たまねぎ
2. かにあるき
3. まぼろしの歌うたい
4. さくら
5. 持ちましょうか
6. Q&A
7. 一晩中泣き明かそう
8. My sweet honey
9. hey hey
10. 今日が終わってしまう前に